# Market Deeping
Market Deeping este un oraș în comitatul Lincolnshire, regiunea East Midlands, Anglia. Orașul aparține districtului South Kesteven. 